# Lesbos
Lesbos (en grec ancien : Λέσϐος / Lésbos, en grec moderne : Λέσβος / Lézvos, nom d'un petit-fils d'Éole et gendre de Macarée) est une île grecque de la périphérie d’Égée-Septentrionale, souvent aussi appelée du nom de sa capitale Mytilène (Μυτιλήνη).
L'île se distingue par son riche bagage culturel (patrimoine archéologique, architectural, artistique, artisanal, musical, gastronomique) et naturel (géologique, halieutique, marin). Lesbos était réputée durant l'Antiquité et la période byzantine pour la qualité de ses vins, de son bois de construction navale et de son marbre bleu clair.
Le terme de lesbienne découle de la poésie antique de Sappho, qui est née à Lesbos. Ses poèmes, à l'intense contenu émotionnel suscité par les autres femmes, expriment l'amour homosexuel. Grâce à cette association, Lesbos et en particulier la ville d'Eresós, son lieu de naissance supposé, sont fréquemment visitées par les touristes attirés par cette histoire.
L'aéroport de l'île porte le nom du poète contemporain Odysséas Elýtis.
Du fait de sa position géographique, l'île se trouve en première ligne pour l'accueil des réfugiés venant de Turquie par l'Union européenne.

## Géographie

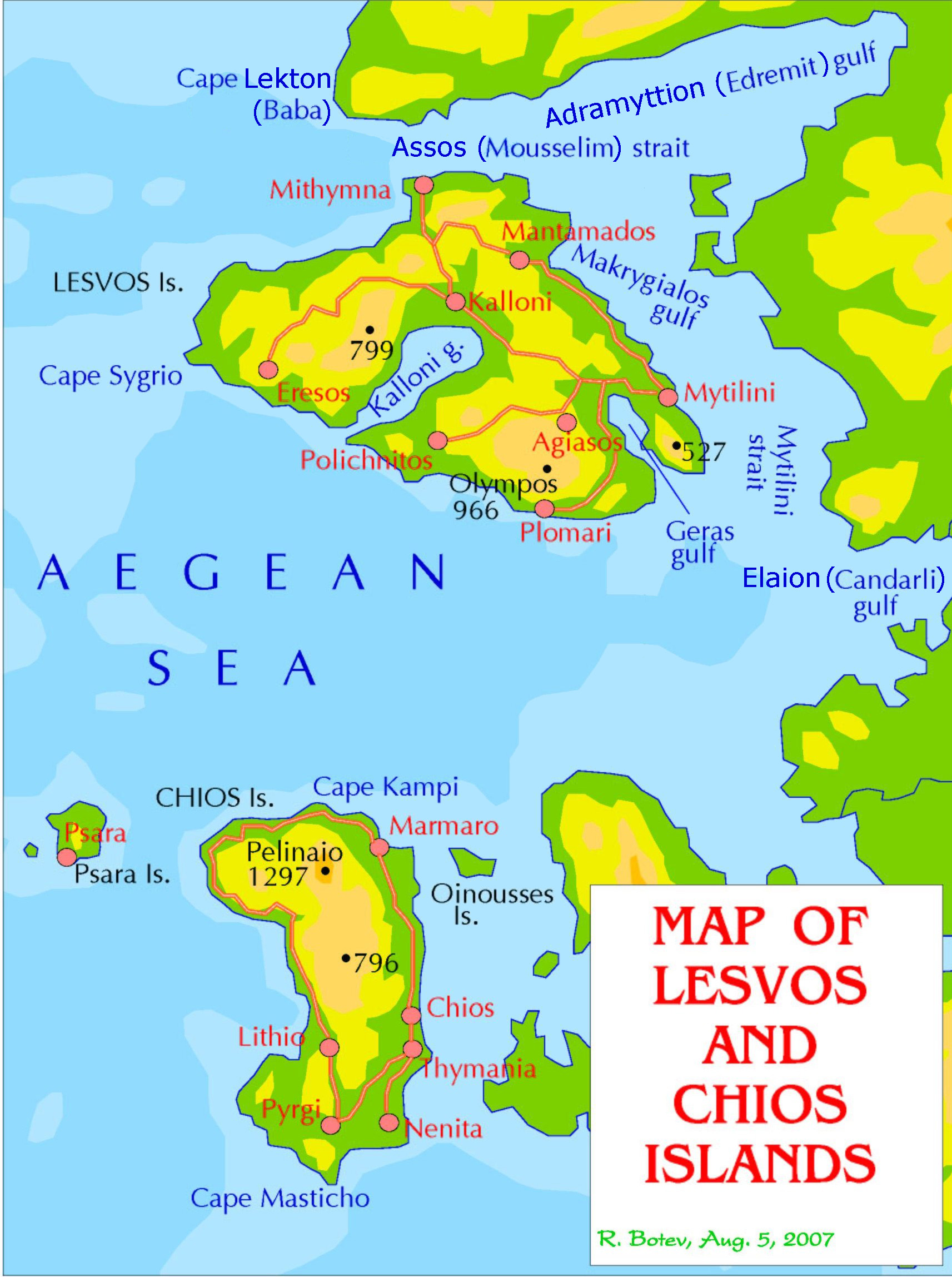
Carte de l'île.

L'île a une superficie de 1 632 km2, avec 320 kilomètres de littoral, ce qui en fait la troisième plus grande île grecque après la Crète et l'Eubée. Elle est située dans le nord-est de la mer Égée à moins de 15 kilomètres du rivage turc. Elle compte deux vastes baies intérieures, le golfe de Iera au sud-est et le golfe de Kalloni au sud-ouest. L'île a une population totale de 105 194 habitants.

### Géologie et relief

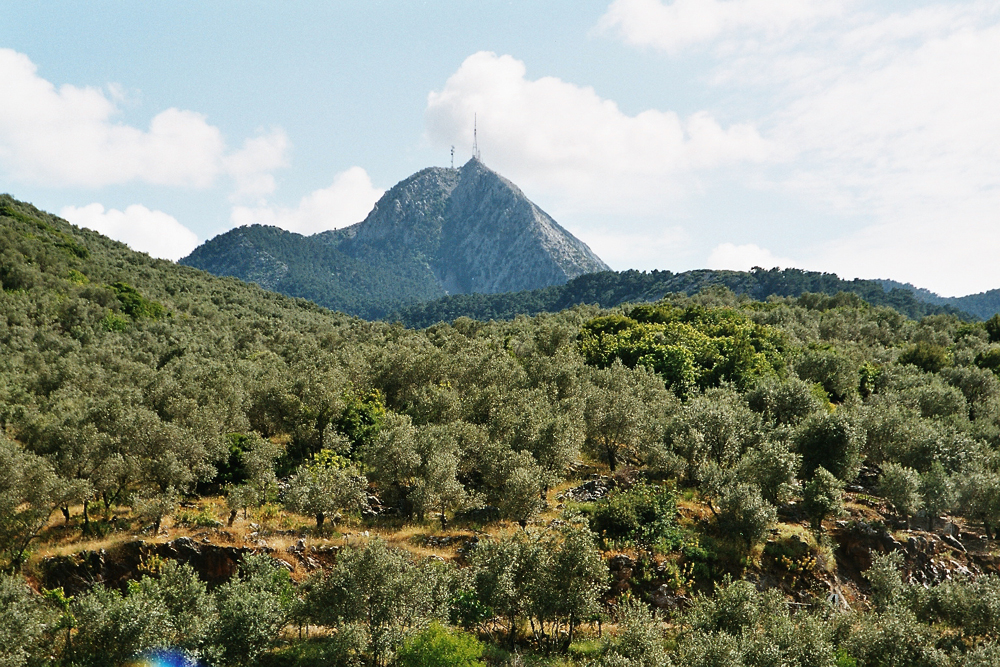
Le mont Olympe.

Lesbos est montagneuse avec deux hauts sommets, le mont Lepetymnos (968 m) et le mont Olympe (967 m) qui dominent au nord et au centre de l'île. On y trouve des roches sédimentaires calcaires mais aussi des roches volcaniques et elle comporte plusieurs sources chaudes. Les roches volcaniques datant du Néogène dominent le centre et l'ouest de l'île. Elles sont composées d'andésite, de dacite et rhyolite, d'ignimbrite, de pyroclastite, de tuf et de cendres volcaniques.
L’activité volcanique, limitée à une période de près de 2 millions d'années (il y a 18,5 à 17 millions d'années, principalement), a conduit à la formation d'une série de stratovolcans dans la partie centrale de l'île, ceux de Lepetymnos, de Vatoussa, et d'Agra. Les éruptions volcaniques expliquent la présence de la forêt pétrifiée de Lesbos. Le dôme de lave de Molyvos a été choisi comme lieu de construction de la forteresse de Méthymne, les matières volcaniques étant particulièrement résistantes aux intempéries, et sur le dôme de lave d’Ordymnos a été édifié, pour des raisons similaires, le monastère Ypsilou.
L'île est verdoyante, justifiant son appellation île d'émeraude, avec une flore d'une grande variété. Les onze millions d'oliviers ainsi que d'autres arbres fruitiers couvrent 40 % de l'île. Les forêts de pins méditerranéens, de châtaigniers et de chênes en occupent 20 %. Le reste est occupé par des broussailles, des garrigues et des paysages urbains. Dans la partie ouest de l'île se trouve la deuxième plus grande forêt pétrifiée de séquoias, après celle du parc national de Petrified Forest en Arizona.
L'économie de l'ile est essentiellement agricole. L'huile d'olive est la principale source de revenu, mais le tourisme et l'exportation de l'ouzo, une boisson grecque, génèrent aussi d'importants revenus. Le tourisme à Mytilène est encouragé par l'aéroport international, et diffuse dans les villes côtières de Petra, Plomari, Méthymne et Eresos. La pêche et la fabrication de savon, sont les autres sources de revenus.

### Climat
Le climat est doux, méditerranéen. La température moyenne annuelle est de 18 °C et la moyenne annuelle des précipitations est de 750 mm. Son ensoleillement exceptionnel en fait l'une des îles les plus ensoleillées de la mer Égée. La neige et les températures très basses sont rares.
| Mois                     | jan. | fév. | mars | avril | mai | juin | jui. | août | sep. | oct. | nov. | déc. | année |
| ------------------------ | ---- | ---- | ---- | ----- | --- | ---- | ---- | ---- | ---- | ---- | ---- | ---- | ----- |
| Température moyenne (°C) | 11   | 11   | 15   | 18    | 22  | 28   | 30   | 30   | 25   | 21   | 16   | 12   | 19    |
| Précipitations (mm)      | 124  | 96   | 75   | 47    | 25  | 9    | 3    | 3    | 11   | 37   | 94   | 142  | 333   |

### Flore et faune
On estime à 1 400 voire 1 500 le nombre d'espèces végétales sur l'île. Cette richesse est due à la grande variété de ses biotopes, de ses formations rocheuses, des effets à long terme de l'activité humaine, de la proximité avec l'Asie Mineure, dont Lesbos n'a été que récemment séparée par la montée du niveau des mers consécutive à la déglaciation würmienne, depuis 12 000 ans. Lesbos abrite notamment une grande variété d'orchidées (une trentaine d'espèces), notamment dans ses oliveraies centenaires.
Lesbos est aussi réputée des ornithologues du monde entier pour la richesse de son avifaune, notamment par la présence dans ses deux grands golfes d'oiseaux migrateurs qui y font escale entre l'Europe et l'Afrique ou le Proche-Orient.
Parmi les mammifères, on trouve l’écureuil de Perse (Sciurus anomalus, Gmelin, 1778). C'est le seul endroit d'Europe où l'on trouve cet écureuil oriental. Le petit murin de Lesbos (Myotis blythi lesviacus) est une espèce de chauve-souris endémique.

### Administration

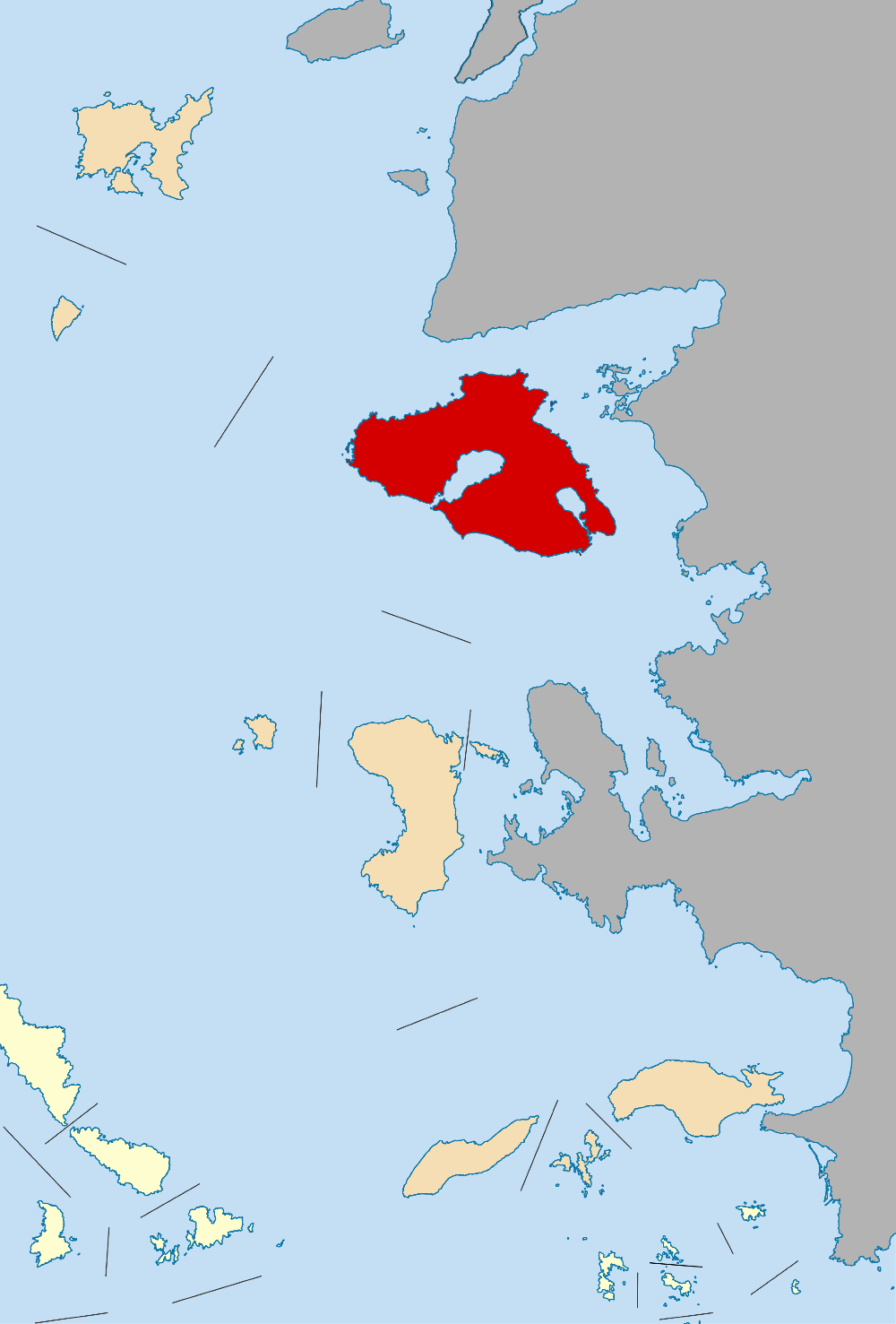
le dème de Lesbos depuis la réforme Kallikratis (2010).

À Mytilène, important centre administratif et capitale de l'île, on trouve le Ministère de l'Égée, les autorités régionales de l'Égée-septentrionale et le rectorat de l'université de l'Égée.
Depuis le programme Kallikratis de 2010, l'île constitue à la fois un dème (municipalité) et l'un des cinq districts régionaux de la périphérie d'Égée-Septentrionale. Le dème est issu de la fusion de 13 des 18 dèmes et communautés de l'ancien nome de Lesbos, qui sont devenus des districts municipaux :
- Agia Paraskevi (en) (Αγία Παρασκευή)
- Agiásos (Αγιάσος / Ayiássos)
- Géra (en) (Γέρα / Iera)
- Eresós-Antissa (Ερεσός-Άντισσα)
- Evergetoulas (Ευεργέτουλας)
- Kalloni (Καλλονή)
- Loutrópoli Thermís (Λουτρόπολη Θερμής)
- Mantamados (Μανταμάδος)
- Méthymne (Μήθυμνα / Mithimna)
- Mytilène (Μυτιλήνη / Mitilini)
- Pétra (Πέτρα)
- Plomari (Πλωμάρι)
- Polichnítos (Πολιχνίτος)

Les 5 autres dèmes et communautés de l'ancien nome de Lesbos, qui correspondent aux îles de Lemnos et Ágios Efstrátios, forment depuis 2010 le district régional de Lemnos (en).
L'île élit trois députés au Parlement grec.
Lesbos est depuis la période byzantine le siège de deux évêchés, l'un à Mytilène et l'autre à Kalloni, qui dépendent du Patriarcat œcuménique de Constantinople.

### Économie
Le produit intérieur brut par habitant de l'île est environ de 69,1 % par rapport à celui de la Grèce.
L'agriculture est l'activité économique principale de l'île, et principalement la culture des oliviers (il y aurait 11 millions d'arbres) et l'élevage des moutons. Ce secteur emploie 31 % de la main-d'œuvre, 50 % si l'on compte les membres de la famille et ceux qui ont aussi une autre activité économique.
Les autres secteurs importants sont la pêche et le tourisme. Le tourisme ne s'y est développé que depuis les années 1980 et le premier charter est arrivé en 1982. Il reste limité en volume, quasi exclusivement héliotropique de masse, et commence déjà à montrer ses limites.
La production d'huile d'olive a fait la prospérité de l'île, surtout à la fin du XIXe siècle. Le développement de l'île était basé sur sa position géographique, dans le cadre du commerce de la mer Noire. À cette époque, Lesbos exportait 10 000 tonnes d'huile d'olive par an, 3 800 tonnes de savon et 200 tonnes de figues. Une période de grand gel a détruit tous les oliviers de l'île en 1850, des variétés plus résistantes ont été plantées.
Une crise majeure a éclaté en 1923, avec l'arrivée des réfugiés grecs d'Asie Mineure et le départ des habitants musulmans de l'île, selon les obligations du traité de Lausanne avec la Turquie. Le commerce vers l'Asie Mineure était désormais fermé, tandis qu'Athènes et Le Pirée restaient trop éloignés. L'économie de l'île a décliné, les fabriques ont été fermées et de nombreux habitants de l'île se sont exilés.
Avec la concurrence grandissante, la valeur de l'huile d'olive a chuté sur le marché mondial. Dans les années soixante, l'île a tenté de diversifier ses activités économiques et de réduire sa dépendance envers l'olivier.
Aujourd'hui, avec la stagnation du secteur touristique, Lesbos se tourne à nouveau vers la production agricole, avec la production d'huile d'olive, de fromage, d'ouzo, de vin, de conserves de poisson. L'île produit aujourd'hui 100 000 tonnes d'olives et 20 000 tonnes d'huile d'olive. La production d'huile biologique s'est notamment particulièrement développée ces dernières années.

## Histoire
Les premières traces d'une présence humaine sur l'île remontent à l'époque paléolithique, avec de premiers habitats vers 3300 av. J.-C..

### Légendes
Trambélos courtise sur l'île une certaine Apriate (Ἀπριάτη / Apriátē), ce qui coûte la vie à la jeune femme.
Lesbos a été l'objet de guerres de conquête au cours du cycle troyen.
Au moment où la guerre de Troie éclate, Lesbos est une dépendance de Troie, sous le contrôle du roi Priam. Lesbos est conquise par les Grecs au cours de leur voyage avant le siège de Troie à proprement parler. C'est Achille qui a joué le plus grand rôle dans la conquête de l'île. C'est en particulier lors de l'invasion de Lesbos que le héros combat la reine amazone Penthésilée.
Elle aurait été colonisée par Oreste, fils d'Agamemnon, qui y établit une colonie qui devient la plus puissante Éolide. Pausanias prétend que c'est Penthilos, fils d'Oreste, qui fut celui qui s'empara de l'île. Macarée, un fils d'Hélios d'après la légende, fut le premier roi ionien de cette île.

### Antiquité
L'île aurait eu plusieurs noms, rapportés par Pline l'Ancien et Strabon :
- Pelasgia (parce que ses premiers occupants auraient été les Pélasges),
- Makaria qui viendrait de Macarée,
- Issa qui viendrait du prénom 'Issos, fils de Macarée,
- et enfin Lesbos, petit-fils d'Éole et gendre de Macarée, resté comme héros éponyme.

Lesbos est peuplée des colons éoliens venus de Grèce continentale au milieu du XIe siècle av. J.-C. L'île est d'abord partagée en plusieurs cités rivales : elle compta jusqu'à neuf villes importantes, dont Mytilène et Méthymne. C’est Mytilène qui finit par l’emporter et par fédérer les autres villes. L’histoire de l’île se confond dès lors avec celle de sa capitale, l’un des grands centres de population éolienne. Lesbos absorba par la suite l’île et petit royaume de Lemnos. À l’époque de la guerre de Troie, l’île était une alliée carienne selon Zénodote.
Comme beaucoup de cités-États grecques, Lesbos est dirigée depuis Mytilène par des tyrans comme Mélandros (ou Mélanchros, -612/-608) qui finit assassiné, puis Myrsilos (ou Myrsilé, -608/-595). Ils se succèdent le plus souvent par coups d'État et s'appuient sur une clientèle politique faite d'alliances entre clans. Alcée participe à l'un de ces coups de force pour renverser Myrsilos, mais les conspirateurs échouent et Alcée est obligé de se retirer à Pyrrha. Puis il quitte Lesbos et se rend en Thrace. À la mort de Myrsilos, Alcée compose ses vers les plus connus, par lesquels il célèbre la mort du tyran.
Suit la tyrannie de Pittacos (ou Pittagos ou Pittacus, -595/-585), fils d'Hyrradios, qui avait pris part lui aussi au coup d'État contre Myrsilos. Son « règne » ne dure qu'une dizaine d'années, mais pendant cette période, il rétablit la paix et réorganise l'État. Il met fin aux privilèges de l'aristocratie et inaugure une politique de tolérance, permettant à Sappho, à Alcée et à ses frères de revenir à Lesbos. Nous avons peu d'informations avérées sur cet homme politique, qui fut l'un des Sept sages, car beaucoup de légendes entourent son nom. Il abdique volontairement et vit encore dix ans après cela ; les Mytilèniotes lui donnèrent une terre, qu’il consacra aux dieux et qui porte maintenant son nom.
L'île, plus particulièrement Méthymne et Mytilène, est membre de la Ligue de Délos (-477/-404). Selon Thucydide Lesbos (sauf Méthymne) abandonne le camp des Athéniens pendant la guerre du Péloponnèse, ce qui lui vaut, en -428, d'être châtiée fermement par les Athéniens.
Plus tard, un éphémère tyran, Aristonikos (-334/-333) de Méthymne, est installé à la tête de la cité par Memnon de Rhodes (v.-380/-333). Favorable aux Perses Achéménides et hostile à Alexandre le Grand (-336/-323), il est fait prisonnier à Chios.
L'île passe sous domination romaine en 79 av. J.-C. Par la christianisation, achevée au Ve siècle, elle entre dans la civilisation byzantine, dont témoignent thermes, basiliques et monastères, tel celui de Mandamádos. L'impératrice Irène l'Athénienne y fut exilée en 803 et y mourut la même année.

### Période latine et génoise
Au terme de la quatrième croisade (1202-1204), Lesbos passa aux mains de l'Empire latin, mais fut reconquise par les Byzantins de Nicée en 1247. En 1355, elle fut concédée à la famille génoise des Gattilusi par l'empereur Jean VII.

### Domination ottomane
Lesbos fut enlevée aux Génois par les Turcs ottomans en 1462. Ceux-ci la rattachèrent à la Djézireh des îles (Cezayir-i bahr-i Sefid adaları Akdeniz : « marche des îles de la mer du sud », en fait les îles Égéennes, dont la capitale était officiellement Mytilène, mais qui en fait était dirigée d'Izmir ou Smyrne). Durant quatre siècles et demi, l'île fait partie de la Grèce ottomane. Elle voit naître à Mytilène le fameux corsaire Barberousse, fils d'un potier albanais et d'une mère grecque d'origine catalane, convertis à l'islam.
Les 22 et 23 octobre 1806, François-René de Chateaubriand y réside.

### XXesiècle
L'île a été libérée de la domination ottomane le 8 novembre 1912 lors de la Première Guerre balkanique. L'amiral P. Koundouriotis y a débarqué avec un escadron de la flotte hellénique mené par le navire Averof. Dix ans plus tard, lors de la « Grande Catastrophe », Lesbos accueille de nombreux réfugiés d'Asie mineure. Durant la Seconde Guerre mondiale, elle est occupée par la Kriegsmarine et la Wehrmacht, et libérée le 10 septembre 1944.
À la prison de Pagani, le régime des Colonels a enfermé des opposants politiques ; ensuite, la prison a détenu des droit-commun, mais en 2009 l'établissement servait, pour l'Union européenne, de centre de rétention où sont détenus surtout des Afghans, et dont l'état dégradé a été critiqué par l'ONU.

### Lesbos et l'augmentation des arrivées de migrants depuis 2015
L'île de Lesbos est depuis des décennies un lieu de passage pour les personnes désirant atteindre l'Europe, du fait de la proximité des côtes turques. Depuis mai 2015, une importante augmentation de ces arrivées a eu lieu, avec des migrants principalement syriens, afghans et irakiens,. La presse a désigné l'île comme la Lampedusa grecque. Des bénévoles grecs et internationaux, ainsi que des pêcheurs, et des garde-côtes assurent le sauvetage des migrants et leur accueil dans les différents camps de l'île.
Après l'accord signé le 18 mars 2016 entre l'Union européenne et la Turquie, les arrivées de bateaux ont diminué, sans toutefois s'interrompre complètement. Ainsi, en 2016, 91 506 personnes ont atteint les côtes de Lesbos malgré l'entrée en vigueur de l'accord au mois de mars, et 1 651 personnes sont arrivées jusqu'au 22 mai 2017. Avec cet accord, le centre d'enregistrement de Moria, du nom du village adjacent situé au centre de l'île, est devenu un centre où les personnes migrantes sont retenues jusqu'à 25 jours. Selon le type de procédure administrative, certains migrants illégaux y connaissent une rétention administrative plus longue, généralement dans le cadre d'une demande d'asile rejetée. Ces pratiques font partie de la politique des hotspots mise en place par l'Union européenne sur différentes îles italiennes et grecques (Lesbos, Chios, Samos, Leros, Kos).
Différents rapports d'organisations humanitaires ont dénoncé les conditions terribles dans lesquelles les migrants doivent vivre sur l'île de Lesbos et de manière générale en Grèce,. En octobre 2018, le magazine américain Newsweek, citant Médecins Sans Frontières, rapporte qu'en moyenne, un cas d'agression sexuelle est signalé chaque semaine dans le camp, la victime étant un enfant dans la moitié des cas.
Depuis l'été 2019, 10 000 personnes arrivent par mois à Lesbos. 400 d'entre elles devaient être transférées en France entre décembre 2019 et l'été 2020 dans le cadre de la relocalisation, un mécanisme de solidarité en matière d'asile entre Etats européens.
En Grèce, les retards dans l'examen des demandes d'asile présentées par les migrants sont nombreux: sur 112 300 personnes, 90 000 subissaient un retard de réponse en février 2020. Dans l'attente, il leur est interdit de quitter l'île, ce qui crée un grave problème de surpopulation dans le camp de Moria. Plus largement dans les îles de Lesbos, Samos, Kos, Chios et Leros, sur la mer Égée, 42 000 personnes sont présentes pour 6 200 places.
Le 3 février 2020, 2 000 de ces personnes ont manifesté contre une nouvelle loi de réforme du droit d'asile en Grèce.
Le 9 septembre 2020, le camp de migrants de Moria qui abritait plus de 12 000 réfugiés a été détruit par un incendie.

## Personnages célèbres
- Leschès de Pyrrha (VIIe siècle av. J.-C.), poète ;
- Arion (VIIe siècle av. J.-C.), poète et musicien ;
- Longus (IIe ou IIIe siècle ap. J.-C.), écrivain grec ;
- Terpandre (v.-700/v.-650), musicien et poète ;
- Alcée (v.-640/v.-600), poète et son frère Antiménidas ;
- Sappho (ou Sapho, v.-640/-v.-570[32]), poétesse ;
- Pittacos de Mytilène, homme d'État grec, l'un des « Sept sages » ;
- Anacréon (v.-550/-464), poète ;
- Théophraste (-372/-287), philosophe ;
- Théophane de Mytilène, historien antique ;
- Diophanès, rhétoricien ;
- Arudj Reïs, corsaire sous la régence d'Alger.

Strabon ajoute à cette liste l'historien Hellanicos (-495/-411).
- Théoctiste de Lesbos (IXe siècle), saint ermite ;
- Thomaïs de Lesbos (Xe siècle), sainte de l'Église byzantine ;
- Christophoros de Mytilène (XIe siècle), poète ;
- Khayr ad-Din Barberousse (1466-1546), amiral ottoman ;
- Georgios Jakobides (1853-1932), peintre ;
- Hüseyin Hilmi Pasha (1855-1910), grand vizir ottoman ;
- Theophilos Hatzimihail (vers 1870–1934), peintre ;
- Tériade (1889-1983), critique d'art, mécène et éditeur ;
- Hermon di Giovanno (vers 1900-1968), peintre ;
- Odysséas Elýtis (1911-1996), poète ;
- Tzeli Hadjidimitriou (1962-), photographe et écrivain.

L'île est la patrie du poète Odysséas Elýtis, dont l'aéroport international de Mytilène porte désormais le nom. Le romancier Stratis Myrivilis est né quant à lui à l'extrême Nord de l'île. L'écrivain et le peintre d'icônes Fotis Kontoglou est né en face, sur le continent, et il s'est réfugié sur l'île au moment de la Grande Catastrophe. L'éditeur parisien Tériade et le peintre Théophilos de Mytilène ont laissé à Mytilène deux musées jumeaux.
Charles Baudelaire évoque Lesbos dans Les Fleurs du mal « Mère des jeux latins et des voluptés grecques […] ». Renée Vivien, la poétesse sapphique, a rendu un des plus beaux hommages à l'île.

## Sites

### Forêt pétrifiée

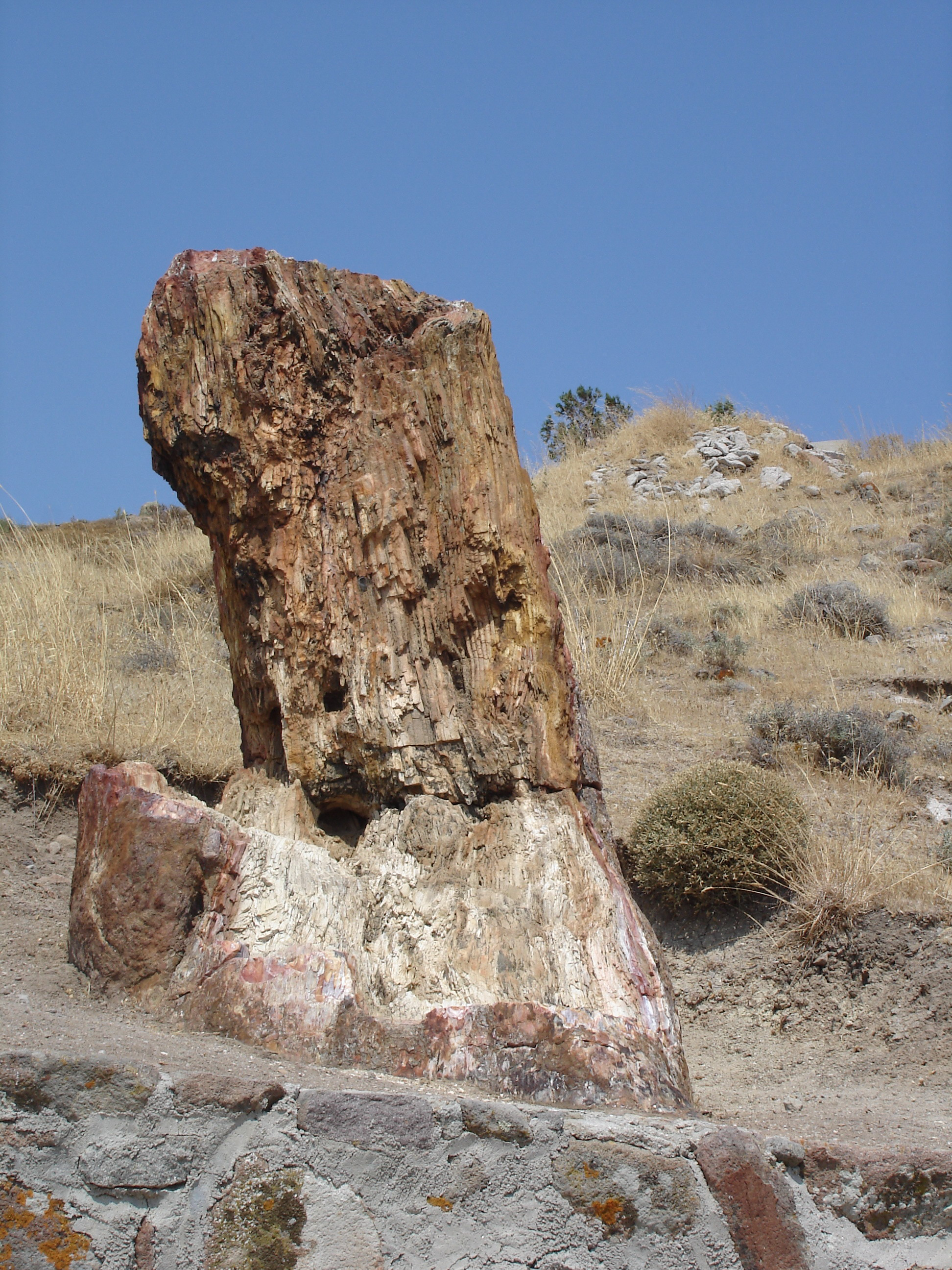
Tronc d'arbre pétrifié.

L'île de Lesbos comporte l'une des rares forêts pétrifiées au monde, qui a été déclarée « monument naturel protégé ». Des plantes fossiles ont été trouvées dans de nombreuses localités de la partie occidentale de l'île. La zone délimitée par les villages d'Eressos, Antissa et Sigri est très dense en troncs d'arbres fossiles, surtout des conifères de grande taille. Des fossiles isolés de plantes ont été trouvés dans de nombreuses autres parties de l'île, en particulier dans les villages de Molyvos, Polichnitos, Plomari et Akrasi.
La forêt de Lesbos s'est formée entre la fin de l'Oligocène et le milieu du Miocène, par suite de l'intense activité volcanique de la région. Les produits de l'activité volcanique ont recouvert la végétation de la région et le processus de fossilisation a eu lieu par silicification de la forêt subtropicale poussant sur la partie nord-ouest de l'île il y a 15 à 20 millions d'années.
Le Musée d'Histoire naturelle de la forêt pétrifiée de Lesbos, situé dans le village de Sígri, apporte un éclairage scientifique sur la formation et la fossilisation de cette forêt,.

### Mytilène
Mytilène est la capitale de l'île. Elle compte 36 196 habitants (en 2001), soit 40 % de la population de l'île. Elle est construite en amphithéâtre autour des vestiges de sa citadelle byzantine. On y trouve aussi un théâtre de la période hellénistique avec une superbe acoustique, qui peut accueillir 10 000 personnes. Parmi les monuments emblématiques de la ville figurent aussi l'église Saint-Thérapon et la Nouvelle Mosquée. En banlieue de Mytilène, à Variá, le musée « Théophilos » abrite une importante collection d'œuvres de ce peintre originaire de l'île. Le musée « Tériade », juste à côté, abrite la collection d'ouvrages d'art et de dessins de cet éditeur.

### Plomari, capitale de l’ouzo
Plusieurs maisons parmi les plus célèbres qui produisent l'ouzo consommé par tous les Grecs dans le monde entier, ont commencé leur aventure dans une toute petite ville aux ruelles étroites, Plomári. La ville compte plusieurs distilleries.

### Une île de pèlerinages importants
L'île compte aujourd'hui trois pèlerinages qui, les jours de fêtes attirent des foules :
- Près de Mytilène les tombeaux des saints Raphaël, Nicolas et Irène de Mytilène
- Le monastère de Mandamádos, près de la côte Nord-Est de l'île, est le plus important pèlerinage grec à l'archange Michel qui est le patron de l'île. C'est d'ailleurs le jour de la Saint-Michel que l'île fut libérée de la domination turque en 1912.
- Près de Kalloni, le monastère de Lémoni est un centre de pèlerinage à saint Ignace de Mytilène, second patron de l'île.

L'île est également le lieu où est mort saint André de Crète, à Éressos, et le lieu où est né saint Constantin l'Agarénien, à Ypsilométopo.

## Galerie

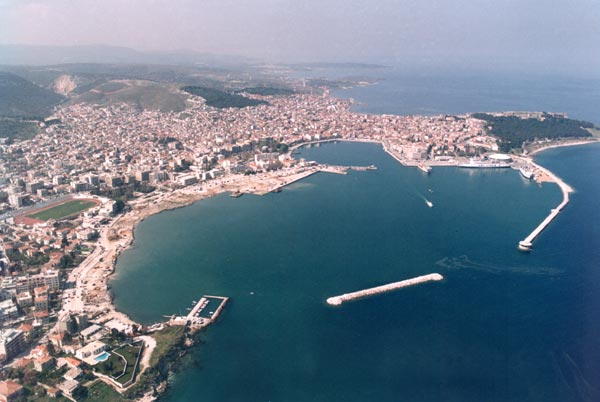
Port de Mytilène, principale ville de Lesbos.
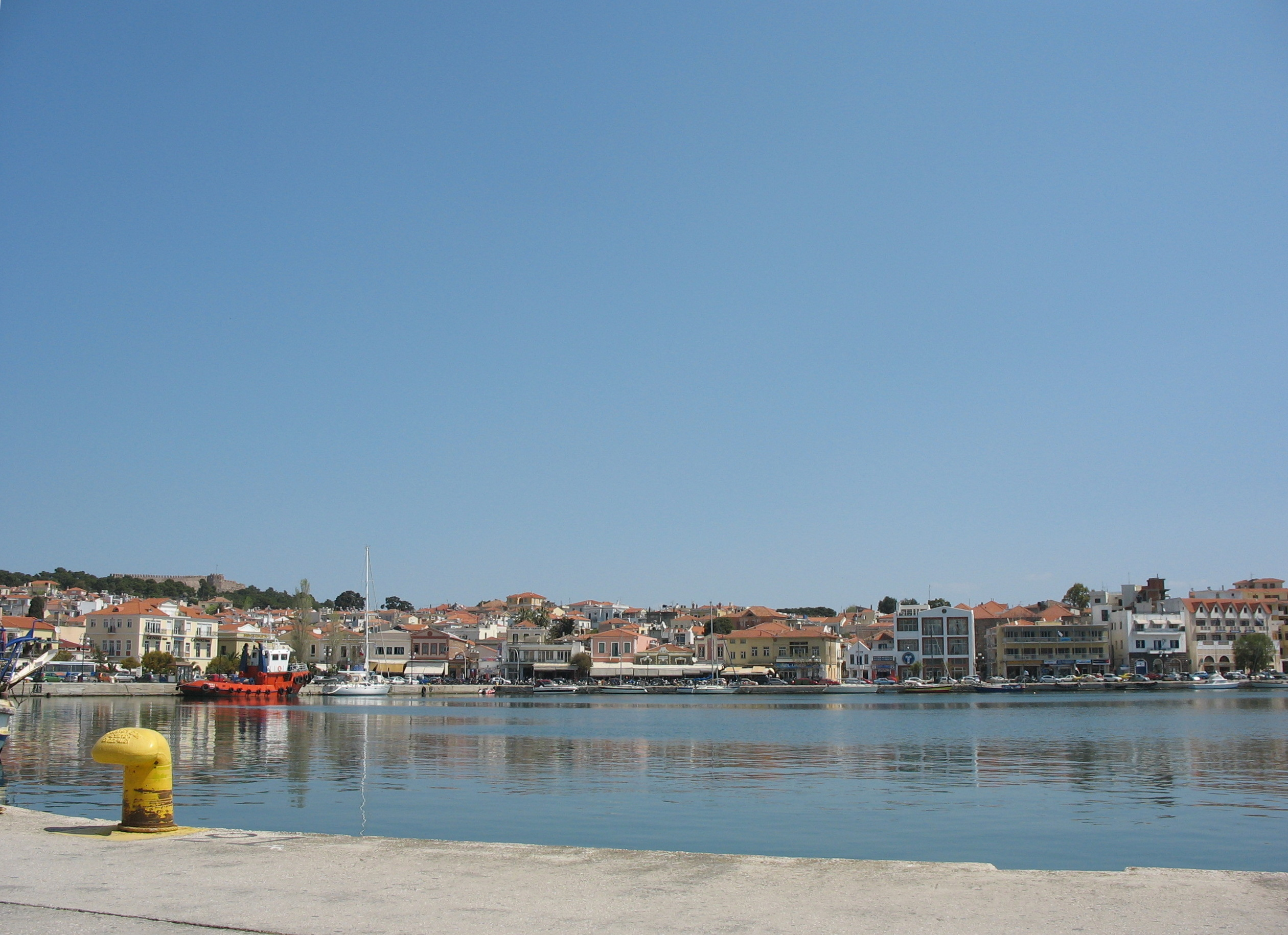
Port de Mytilène.
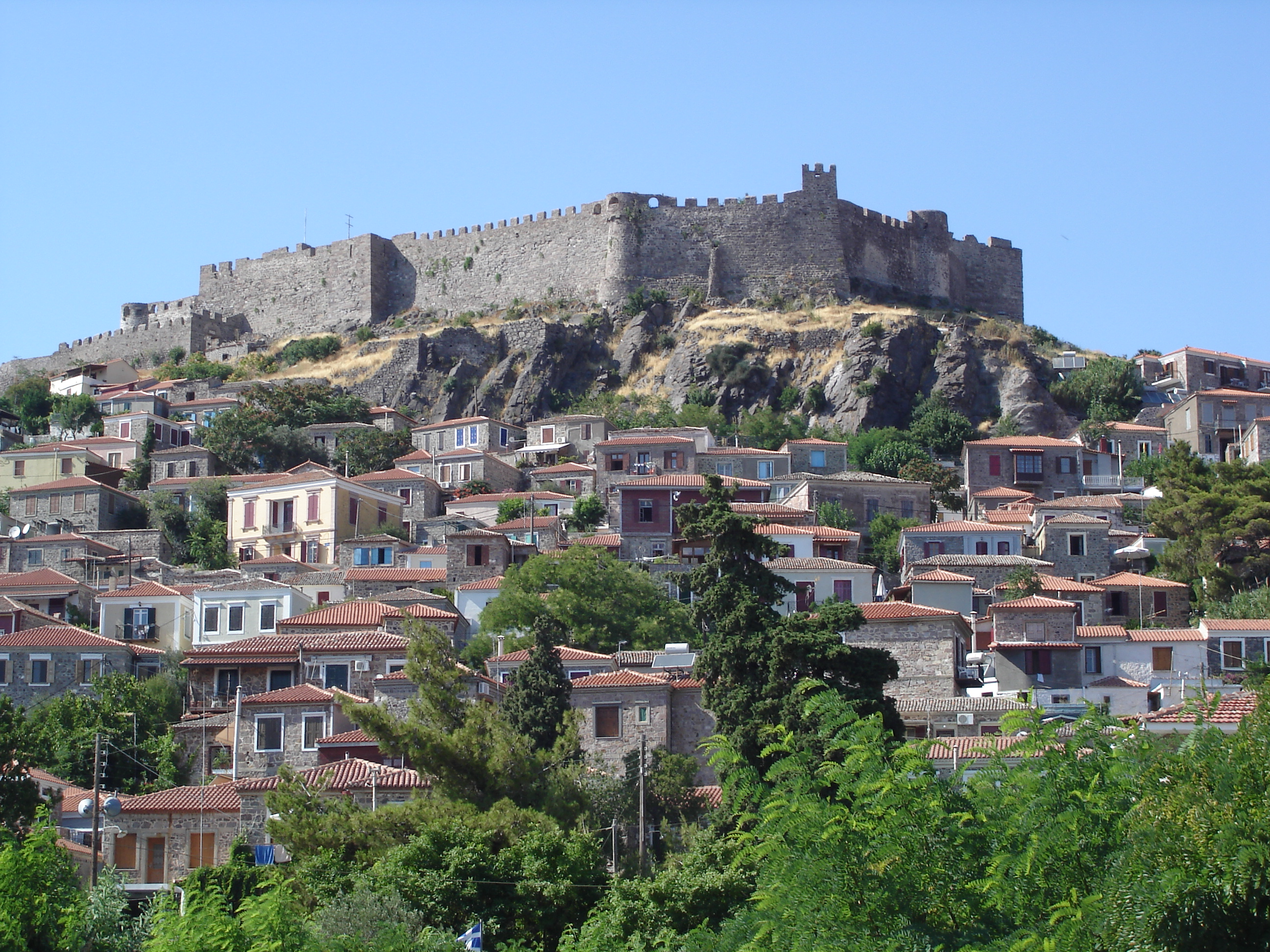
Molivos, également dénommé Méthymne.
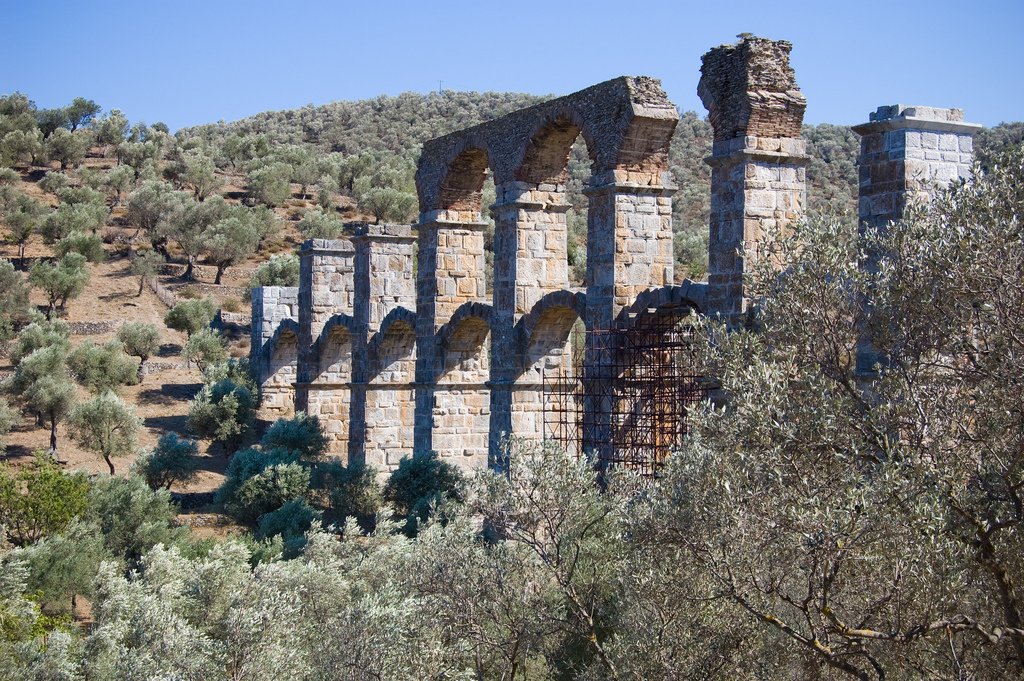
Aqueduc romain de Mytilène, près du village de Mória, Lesbos.

## Documentaires
- Collectif Cinemakhia, « En face - Tënk », sur Tenk, 2019 (consulté le 13 novembre 2021)